# Cova de les Meravelles d'Alzira
Cova de les Meravelles d'Alzira este o arie protejată (arie specială de conservare — SAC, sit de importanță comunitară — SCI) din Spania întinsă pe o suprafață de 1 ha, integral pe uscat.

## Localizare
Centrul sitului Cova de les Meravelles d'Alzira este situat la coordonatele 39°07′29″N 0°25′29″W / 39.1248°N 0.4248°V.

## Înființare
Situl Cova de les Meravelles d'Alzira a fost declarat sit de importanță comunitară în iulie 2001 pentru a proteja 7 specii de animale. Situl a fost protejat și ca arie specială de conservare în martie 2013.

## Biodiversitate
Situată în ecoregiunea mediteraneană, aria protejată conține 1 habitat natural: Peșteri inaccesibile publicului.
La baza desemnării sitului se află mai multe specii protejate de  mamifere (7): liliac cu aripi lungi (Miniopterus schreibersii), liliac cu urechi de șoarece (Myotis blythii), liliac cu picioare lungi (Myotis capaccinii), liliac comun (Myotis myotis), liliacul mediteranean cu potcoavă (Rhinolophus euryale), liliacul mare cu potcoavă (Rhinolophus ferrumequinum), liliacul cu potcoavă a lui méhely (Rhinolophus mehelyi)
Pe lângă speciile protejate, pe teritoriul sitului au mai fost identificate 1 specie de mamifere.